# Правительство Вячеслава Кебича
В статье даются сведения о составе Совета Министров Белорусской ССР/Республики Беларусь под председательством Вячеслава Кебича, действовавшего в июне 1990 г. — июле 1994 г. (последний Совет Министров Белорусской ССР и первое правительство независимой Республики Беларусь после распада СССР 26 декабря 1991 года).
В соответствии со структурой Совета Министров Белорусской ССР, утвержденной постановлением Верховного Совета Белорусской ССР от 11 июля 1990 г. № 126-XII, в состав Совета Министров входили Председатель Совета Министров, его заместители, министры, председатели государственных комитетов, управляющий делами Совета Министров. В его состав входили по должности (без принятия специальных документов) начальники Белорусской железной дороги, Белорусского управления гражданской авиации и Белорусского территориального энергетического объединения.

## Состав Совета Министров
После даты назначения или освобождения от должности членов Совета Министров стоит номер соответствующего постановления Верховного Совета Белорусской ССР/Республики Беларусь, постановления Совета Министров (с 1994 г. — Кабинета Министров) или указа Президента Республики Беларусь (отмечены в примечаниях).
При упразднении министерств и государственных комитетов специальные документы об освобождении от должности министров и председателей государственных комитетов не принимались. Члены Совета Министров, даты освобождения от должности которых не указаны, действовали на момент отставки правительства (их полномочия прекращались с момента назначения в новом составе правительства их же или других лиц).
Члены правительства расположены в списке в хронологическом порядке по дате их назначения.
1. Кебич, Вячеслав Францевич — Председатель Совета Министров Белорусской ССР/Республики Беларусь (с 23 июня 1990 г., № 60-XII)
2. Пилюто, Владислав Сергеевич — Заместитель Председателя Совета Министров Белорусской ССР/Республики Беларусь (16 июля 1990 г., № 131-XII — 12 марта 1992 г., № 1510-XII)
3. Сенько, Федор Петрович — Заместитель Председателя Совета Министров Белорусской ССР (16 июля 1990 г., № 132-XII — 28 мая 1991 г., № 816-XII), Председатель Государственного комитета Белорусской ССР по сельскому хозяйству и продовольствию (16 июля 1990 г., № 132-XII — постановлением Верховного Совета Белорусской ССР от 20 февраля 1991 г. № 618-XII Государственный комитет Белорусской ССР по сельскому хозяйству и продовольствию преобразован в Министерство сельского хозяйства и продовольствия Белорусской ССР)
4. Бородич, Владимир Иванович — Министр транспорта Белорусской ССР/Республики Беларусь (16 июля 1990 г., № 133-XII — постановлением Верховного Совета Республики Беларусь от 5 февраля 1993 г. № 2172-XII Министерство транспорта Республики Беларусь упразднено)
5. Мазай, Нина Николаевна — Заместитель Председателя Совета Министров Белорусской ССР (16 июля 1990 г., № 134-XII — 28 мая 1991 г., № 818- XII)
6. Мясникович, Михаил Владимирович — Заместитель Председателя Совета Министров Белорусской ССР, Председатель Государственного комитета Белорусской ССР по экономике и планированию (16 июля 1990 г., № 135-XII — 21 февраля 1991 г., № 627-XII), Первый заместитель Председателя Совета Министров Белорусской ССР/Республики Беларусь (с 21 февраля 1991 г., № 627-XII)
7. Кавко, Николай Трофимович — Управляющий Делами Совета Министров Белорусской ССР/Республики Беларусь (с 16 июля 1990 г., № 136-XII)
8. Бриль, Станислав Васильевич — Заместитель Председателя Совета Министров Белорусской ССР/Республики Беларусь (с 16 июля 1990 г., № 137-XII)
9. Янчук, Степан Петрович — Министр финансов Белорусской ССР/Республики Беларусь (16 июля 1990 г., № 138-XII — 18 августа 1994 г., № 18[2])
10. Егоров, Владимир Демьянович — Министр внутренних дел Белорусской ССР/Республики Беларусь (16 июля 1990 г., № 139-XII — 25 января 1994 г., № 2716-XII)
11. Войтович, Евгений Константинович — Министр культуры Белорусской ССР/Республики Беларусь (16 июля 1990 г., № 140-XII — 9 декабря 1993 г., № 2627-XII)
12. Демчук, Михаил Иванович — Министр народного образования Белорусской ССР (16 июля 1990 г., № 141-XII — 28 мая 1991 г., № 819-XII), Заместитель Председателя Совета Министров Белорусской ССР/Республики Беларусь (с 28 мая 1991 г., № 819-XII)
13. Тихиня, Валерий Гурьевич — Министр юстиции Белорусской ССР (16 июля 1990 г., № 142-XII — 21 февраля 1991 г., № 623-XII)
14. Марковский, Георгий Андреевич — Министр лесного хозяйства Белорусской ССР/Республики Беларусь (17 июля 1990 г., № 143-XII — 10 августа 1994 г., № 35)
15. Кравченко, Петр Кузьмич — Министр иностранных дел Белорусской ССР/Республики Беларусь (17 июля 1990 г., № 144-XII)
16. Казаков, Василий Степанович — Министр здравоохранения Белорусской ССР/Республики Беларусь (17 июля 1990 г., № 145-XII — 24 октября 1994 г., № 131[2])
17. Гулев, Николай Тимофеевич — Министр легкой промышленности Белорусской ССР/Республики Беларусь (17 июля 1990 г., № 146-XII — постановлением Верховного Совета Республики Беларусь от 10 января 1992 г. № 1389-XII Министерство легкой промышленности Республики Беларусь упразднено)
18. Грицук, Иван Михайлович — Министр связи и информатики Белорусской ССР/Республики Беларусь, в соответствии с Указом Президента Республики Беларусь от 3 августа 1994 г. № 18 — Министр связи Республики Беларусь (17 июля 1990 г., № 147-XII — 8 сентября 1994 г., № 51[2])
19. Якушев, Николай Стефанович — Министр хлебопродуктов Белорусской ССР/Республики Беларусь (17 июля 1990 г., № 148-XII — 1 ноября 1994 г., № 613[2])
20. Мирочицкий, Фёдор Владимирович — Министр Белорусской ССР (17 июля 1990 г., № 149-XII — 21 февраля 1991 г., № 625-XII), Министр сельского хозяйства и продовольствия Белорусской ССР/Республики Беларусь (21 февраля 1991 г., № 625-XII — 28 октября 1994 г., № 146[2])
21. Шахнович, Алексей Алексеевич — Министр водного хозяйства и восстановления земель Белорусской ССР (17 июля 1990 г., № 150-XII — 28 мая 1991 г., № 817-XII), Заместитель Председателя Совета Министров Белорусской ССР/Республики Беларусь (28 мая 1991 г., № 817-XII — 23 апреля 1992 г., № 1623-XII)
22. Крутовцова, Тамара Федоровна — Министр социального обеспечения Белорусской ССР/Республики Беларусь (17 июля 1990 г., № 151-XII — 26 января 1993 г., № 2125-XII)
23. Антонович, Иосиф Аркадьевич — Министр монтажных и специальных строительных работ Белорусской ССР/Республики Беларусь (17 июля 1990 г., № 152-XII — постановлением Верховного Совета Республики Беларусь от 10 января 1992 г. № 1389-XII Министерство монтажных и специальных строительных работ Республики Беларусь упразднено)
24. Батура, Борис Васильевич — Министр жилищно-коммунального хозяйства Белорусской ССР/Республики Беларусь (18 июля 1990 г., № 153-XII)
25. Дубовик, Николай Иванович — Председатель Государственного комитета Белорусской ССР/Республики Беларусь по топливу и газификации (18 июля 1990 г., № 154-XII — постановлением Верховного Совета Республики Беларусь от 10 января 1992 г. № 1389-XII Государственный комитет Республики Беларусь по топливу и газификации упразднен)
26. Рыженков, Владимир Николаевич — Председатель Государственного комитета Белорусской ССР/Республики Беларусь по физической культуре и спорту (с 18 июля 1990 г., № 155-XII)
27. Ничипорович, Владимир Николаевич — Председатель Государственного комитета Белорусской ССР/Республики Беларусь по статистике и анализу (18 июля 1990 г., № 156-XII — 3 декабря 1994 г., № 234[3])
28. Радкевич, Владимир Валерьянович — Председатель Государственного комитета Белорусской ССР/Республики Беларусь по внешним экономическим связям (18 июля 1990 г., № 157-XII — 16 июня 1994 г., № 456[4])
29. Зуев, Александр Борисович — Председатель Государственного комитета Белорусской ССР/Республики Беларусь по надзору за безопасным ведением работ в промышленности и атомной энергетике (с 18 июля 1990 г., № 158-XII)
30. Пупликов, Юрий Александрович — Председатель Государственного комитета Белорусской ССР по делам строительства (18 июля 1990 г., № 159-XII — постановлением Верховного Совета Белорусской ССР от 20 февраля 1991 г. № 618-XII Государственный комитет Белорусской ССР по делам строительства преобразован в Государственный комитет Белорусской ССР по архитектуре и строительству), Председатель Государственного комитета Белорусской ССР/Республики Беларусь по архитектуре и строительству (21 февраля 1991 г., № 628-XII — 26 января 1993 г., № 2124-XII)
31. Дорофеев, Анатолий Максимович — Председатель Государственного комитета Белорусской ССР/Республики Беларусь по экологии (18 июля 1990 г., № 160-XII — 8 апреля 1994 г., № 231[4]), Министр природных ресурсов и охраны окружающей среды Республики Беларусь (с 8 апреля 1994 г., № 231[4])
32. Бадей, Георгий Петрович — Председатель Государственного комитета Белорусской ССР/Республики Беларусь по  труду и социальной защите населения (с 23 июля 1990 г., № 169-XII)
33. Кеник, Иван Альбинович — Заместитель Председателя Совета Министров Белорусской ССР/Республики Беларусь, Председатель Государственного комитета Белорусской ССР/Республики Беларусь по проблемам последствий катастрофы на Чернобыльской АЭС (с 23 июля 1990 г., № 170-XII)
34. Новицкий, Николай Васильевич — Министр строительства Белорусской ССР (23 июля 1990 г., № 171-XII — постановлением Верховного Совета Республики Беларусь от 10 января 1992 г. № 1389-XII Министерство строительства Республики Беларусь упразднено)
35. Шепель, Владимир Михайлович — Министр Белорусской ССР/Республики Беларусь (23 июля 1990 г., № 172-XII — 16 января 1992 г., № 1426-XII), Министр ресурсов Республики Беларусь (16 января 1992 г., № 1426-XII — 15 июня 1994 г., № 452[4])
36. Заломай, Владимир Александрович — Заместитель Председателя Совета Министров Белорусской ССР/Республики Беларусь (25 июля 1990 г., № 178-XII — 12 марта 1992 г., № 1511-XII), Государственный секретарь по делам Содружества Независимых Государств (с 24 апреля 1992 г., № 1638-XII), Заместитель Председателя Совета Министров Республики Беларусь — Государственный секретарь по делам Содружества Независимых Государств (с 29 июня 1993 г., № 2450-XII)
37. Демьянович, Владимир Петрович — Министр торговли Белорусской ССР (25 июля 1990 г., № 179-XII — 1 августа 1991 г., № 298[5])
38. Костиков, Николай Николаевич — Заместитель Председателя Совета Министров Белорусской ССР/Республики Беларусь (с 25 июля 1990 г., № 180-XII), Председатель Государственного комитета Белорусской ССР/Республики Беларусь по материально-техническому снабжению (25 июля 1990 г., № 180-XII — постановлением Верховного Совета Республики Беларусь от 10 января 1992 г. № 1389-XII Государственный комитет Республики Беларусь по материально-техническому снабжению упразднен)
39. Столяров, Александр Григорьевич — Председатель Государственного комитета Белорусской ССР/Республики Беларусь по телевидению и радиовещанию (25 июля 1990 г., № 181-XII — постановлением Верховного Совета Республики Беларусь от 10 января 1992 г. № 1389-XII Государственный комитет Республики Беларусь по телевидению и радиовещанию упразднен; с 6 апреля 1994 г., № 210[4])
40. Бутевич, Анатолий Иванович — Председатель Государственного комитета Белорусской ССР/Республики Беларусь по печати (25 июля 1990 г., № 182-XII — постановлением Верховного Совета Республики Беларусь от 10 января 1992 г. № 1389-XII Государственный комитет Республики Беларусь по печати упразднен), Министр информации Республики Беларусь (16 января 1992 г., № 1428-XII — 6 апреля 1994 г., № 215[4]), Министр культуры и печати Республики Беларусь (6 апреля 1994 г., № 215[4] — 20 марта 1996 г., № 115[3])
41. Ширковский, Эдуард Иванович — Председатель Комитета государственной безопасности Белорусской ССР (30 октября 1990 г., № 369-XII — постановлением Верховного Совета Республики Беларусь от 10 января 1992 г. № 1389-XII Комитет государственной безопасности Республики Беларусь исключен из структуры Совета Министров Республики Беларусь)
42. Шкапич, Степан Ильич — начальник Белорусской железной дороги (1990 г. — 18 марта 1993 г., № 158[4]), Министр транспорта и коммуникаций Республики Беларусь (с 5 февраля 1993 г., № 2174-XII)
43. Федоров, Григорий Константинович — начальник Белорусского управления гражданской авиации[6] (не позднее 1990 г., переназначен 13 февраля 1992 г., № 82[4] — 2 апреля 1993 г., № 201[4])
44. Хартанович, Георгий Николаевич — начальник Белорусского территориального энергетического объединения (1988—1991 гг.)
45. Дашук, Леонид Андреевич — Министр юстиции Белорусской ССР/Республики Беларусь (21 февраля 1991 г., № 624-XII — 4 февраля 1994 г., № 2748-XII)
46. Яцута, Станислав Павлович — Министр строительства и эксплуатации автомобильных дорог Белорусской ССР/Республики Беларусь (с 21 февраля 1991 г., № 626-XII)
47. Линг, Сергей Степанович — Заместитель Председателя Совета Министров Белорусской ССР/Республики Беларусь, Председатель Государственного комитета Белорусской ССР/Республики Беларусь по экономике и планированию (21 февраля 1991 г., № 629-XII — 7 апреля 1994 г., № 216[4]), Заместитель Председателя Совета Министров Республики Беларусь, Министр экономики Республики Беларусь (с 7 апреля 1994 г., № 216[4])
48. Мойсеевич, Анатолий Францевич — Министр промышленности строительных материалов Белорусской ССР/Республики Беларусь (с 28 мая 1991 г., № 820-XII)
49. Басюкевич, Адам Петрович — Министр водного хозяйства и восстановления земель Белорусской ССР/Республики Беларусь (21 июня 1991 г., № 876-XII — постановлением Верховного Совета Республики Беларусь от 10 января 1992 г. № 1389-XII Министерство водного хозяйства и восстановления земель Республики Беларусь упразднено)
50. Куренков, Владимир Иванович — Председатель Государственного комитета Белорусской ССР/Республики Беларусь по промышленности и межотраслевым производствам (21 июня 1991 г., № 877-XII)
51. Кречко, Петр Васильевич — исполняющий обязанности Председателя Государственного таможенного комитета Республики Беларусь (11 ноября 1991 г., № 416[4] — постановлением Верховного Совета Республики Беларусь от 16 января 1992 г. № 1427-XII Председателем Государственного таможенного комитета Республики Беларусь назначен Шкурдь Г.М.)
52. Чаус, Петр Григорьевич — министр по делам обороны Республики Беларусь (с 11 декабря 1991 г., № 1303-XII), исполняющий обязанности Министра обороны Республики Беларусь (20 января 1992 г., № 23[4] — постановлением Верховного Совета Республики Беларусь от 22 апреля 1992 г. № 1602-XII Министром обороны Республики Беларусь назначен Козловский П.П.)
53. Герасимов, Валентин Васильевич — начальник Белорусского территориального энергетического объединения[7] (1991—1992 гг.), Министр энергетики Республики Беларусь (16 января 1992 г., № 1424-XII — постановлением Совета Министров Республики Беларусь от 14 марта 1994 г. № 145 Министерство энергетики Республики Беларусь упразднено)
54. Байдак, Валентин Иванович — Министр торговли Республики Беларусь (с 16 января 1992 г., № 1425-XII)
55. Шкурдь, Геннадий Михайлович — Председатель Государственного таможенного комитета Республики Беларусь (16 января 1992 г., № 1427-XII — 30 декабря 1994 г., № 279[3])
56. Гайсенок, Виктор Анатольевич — Министр образования Республики Беларусь (с 16 января 1992 г., № 1429-XII)
57. Козловский, Павел Павлович — Министр обороны Республики Беларусь (с 22 апреля 1992 г., № 1602-XII)
58. Бокач, Александр Иосифович — Заместитель Председателя Совета Министров Республики Беларусь (с 23 апреля 1992 г., № 1624-XII)
59. Лях, Иван Алексеевич — Председатель Государственного комитета Республики Беларусь по антимонопольной политике (26 января 1993 г., № 2123-XII — 27 октября 1994 г., № 169[3])
60. Тишкевич, Григорий Васильевич — Председатель Государственного комитета Республики Беларусь по архитектуре и строительству (26 января 1993 г., № 2124-XII — 23 августа 1994 г., № 23[2])
61. Даргель, Ольга Брониславовна — Министр социального обеспечения Республики Беларусь (с 26 января 1993 г., № 2125-XII)
62. Володько, Евгений Иванович — начальник Белорусской железной дороги (с 18 марта 1993 г., № 158[4])
63. Данько, Владимир Антонович — Министр внутренних дел Республики Беларусь (с 22 февраля 1994 г., № 2799-XII)

Конституцией Республики Беларусь от 15 марта 1994 г. учреждалась должность Президента Республики Беларусь, вместо Совета Министров создавался Кабинет Министров Республики Беларусь.
Указом Президента Республики Беларусь от 8 августа 1994 г. № 29 в связи с вступлением Президента Республики Беларусь в должность и формированием Кабинета Министров Республики Беларусь полномочия Совета Министров признаны прекращенными.